# Infieles (serie de televisión argentina)
Infieles es una serie de televisión de antología y drama argentina, cuya primera temporada fue emitida por Telefe y la segunda temporada fue emitida por Canal 9. La trama gira en torno a diferentes personas que relataban a una cámara de vídeo sus historias de infidelidades. La serie estuvo protagonizada por un elenco rotativo, dirigidos por Pablo Fischerman y guionado por Ricardo Rodríguez. Fue estrenada el 3 de noviembre de 2002.
El 25 de febrero del 2003, Canal 9 estrenó la segunda temporada de la serie en su pantalla, que contó con la dirección de Mónica Faccennini y fue escrita por Esther Feldman y Marisel Lloberas.

## Sinopsis
Juan es un joven que sale por las calles de la ciudad de Buenos Aires con una cámara digital para encontrar personas que estén dispuestas a contar una historia de infidelidad.

## Elenco

### Temporada 1
- Mercedes Morán como Paula (Episodio 1).
- Gabriel Goity como Omar Ochoa (Episodio 1).
- Mónica Galán como Roberta (Episodio 1).
- Silvia Baylé como Sonia (Episodio 1).
- Guillermo Francella como Marcos Marini (Episodio 2).
- Valentina Bassi como Julia Gilardi (Episodio 2).
- Jorge Suárez como Sergio (Episodio 2).
- Alejandra Flechner como Paula (Episodio 2).
- Claribel Medina como Victoria (Episodio 3).
- Carlos Santamaría como Federico / Carlos (Episodios 3 y 5).
- Nicolás Pauls como Amante (Episodio 3).
- Irene Almus como Leticia (Episodio 3).
- Alberto Martín como Mario (Episodio 4).
- Damián De Santo como Ariel (Episodio 4).
- Eleonora Wexler como Valeria (Episodio 4).
- Betina O'Connell como Mariana / Franca (Episodios 4 y 6).
- Graciela Pal como Felicia (Episodio 4).
- Andrea Pietra como Laura (Episodio 5).
- Mauricio Dayub como Sebastián Sanguinetti (Episodio 5).
- Diana Lamas como Gabriela (Episodio 5).
- Maximiliano Ghione como Marcelo (Episodio 5).
- Diego Díaz como Gigoló (Episodio 5).
- Luis Brandoni como Julio Echagüe (Episodio 6).
- Ana María Picchio como Marga (Episodio 6).
- Juan Gil Navarro como Pablo Echagüe (Episodio 6).
- Héctor Calori como Gutiérrez (Episodio 6).
- Sebastián Estevanez como Luciano (Episodio 7).
- Carolina Papaleo como Camila (Episodio 7).
- Antonio Birabent como Reinaldo (Episodio 7).
- Julieta Ortega como Juana (Episodio 7).
- Silvina Bosco como Mariana (Episodio 7).
- Gastón Pauls como Martín (Episodio 8).
- Paola Krum como Carola (Episodio 8).
- Jazmín Stuart como Mariela (Episodio 8).
- Pablo Brichta como Supervisor (Episodio 8).
- Gerardo Romano como Mariano (Episodio 9).
- Virginia Innocenti como Prostituta (Episodio 9).
- Enzo Viena (Episodio 9).
- Esther Goris como Carola (Episodio 9).
- Marcelo de Bellis como Luis (Episodio 9).
- Viviana Saccone como Julia (Episodio 10).
- Esteban Prol como Pablo (Episodio 10).
- Pepe Novoa como Enzo Di Leva (Episodio 10).
- Teresa Giménez como Camila Di Leva (Episodio 10).
- Rodrigo Lussich como Periodista (Episodio 10).

### Temporada 2
- Gerardo Romano como Pablo (Episodio 1).
- Natalia Lobo como Silvina (Episodio 1).
- Ramiro Blas como Fotógrafo (Episodio 1).
- Graciela Borges (Episodio 2).
- Diego Olivera como Marcelo (Episodio 2).
- Ana María Cores (Episodio 2).
- Mercedes Funes como Gisella (Episodio 2).
- Virginia Innocenti (Episodio 3).
- Carlos Santamaría (Episodio 3).
- Silvina Bosco (Episodio 3).
- Claribel Medina (Episodio 4).
- Luis Luque (Episodio 4).
- Nacho Gadano (Episodio 4).
- Carina Zampini (Episodio 5).
- Pepe Monje (Episodio 5).
- Marcelo Alfaro (Episodio 5).
- Marcelo Cosentino (Episodio 5).
- Emilia Mazer (Episodio 7).
- Gloria Carrá (Episodio 7).
- Raúl Rizzo (Episodio 7).
- Gabo Correa (Episodio 7).

## Temporadas
| Temporada | Temporada | Episodios | Emisión original       | Emisión original    | Cadena  | Cadena |
| Temporada | Temporada | Episodios | Comienzo               | Final               | Cadena  | Cadena |
| --------- | --------- | --------- | ---------------------- | ------------------- | ------- | ------ |
|           | 1         | 10        | 3 de noviembre de 2002 | 5 de enero de 2003  | Telefe  |        |
|           | 2         | 8         | 25 de febrero de 2003  | 15 de abril de 2003 | Canal 9 |        |

## Episodios

### Primera temporada (2002-2003)
| N.º (serie) | N.º (temp) | Título                                     | Director         | Guionista         | Emisión original        |
| ----------- | ---------- | ------------------------------------------ | ---------------- | ----------------- | ----------------------- |
| 1           | 1          | «Día del aniversario»                      | Pablo Fischerman | Ricardo Rodríguez | 3 de noviembre de 2002  |
| 2           | 2          | «Las mujeres de mis amigos no tienen sexo» | Pablo Fischerman | Ricardo Rodríguez | 10 de noviembre de 2002 |
| 3           | 3          | «Lo mismo de siempre»                      | Pablo Fischerman | Ricardo Rodríguez | 17 de noviembre de 2002 |
| 4           | 4          | «Algo en común»                            | Pablo Fischerman | Ricardo Rodríguez | 24 de noviembre de 2002 |
| 5           | 5          | «La pequeña muerte»                        | Pablo Fischerman | Esther Feldman    | 1 de diciembre de 2002  |
| 6           | 6          | «La última oportunidad»                    | Marco Grossi     | Esther Feldman    | 8 de diciembre de 2002  |
| 7           | 7          | «Sin límites»                              | Marco Grossi     | Ricardo Rodríguez | 15 de diciembre de 2002 |
| 8           | 8          | «El caso M»                                | Pablo Fischerman | Esther Feldman    | 22 de diciembre de 2002 |
| 9           | 9          | «El fin justifica los medios»              | Pablo Fischerman | Ricardo Rodríguez | 29 de diciembre de 2002 |
| 9           | 9          | «El día del casamiento»                    | Pablo Fischerman | Ricardo Rodríguez | 5 de enero de 2003      |

### Segunda temporada (2003)
| N.º (serie) | N.º (temp) | Título                  | Directora         | Guionista        | Emisión original      |
| ----------- | ---------- | ----------------------- | ----------------- | ---------------- | --------------------- |
| 11          | 1          | «La ventana indiscreta» | Mónica Faccennini | Marisel Lloberas | 25 de febrero de 2003 |
| 12          | 2          | «Marcelo cocina»        | Mónica Faccennini | Marisel Lloberas | 4 de marzo de 2003    |
| 13          | 3          | «Que en paz descanse»   | Mónica Faccennini | Marisel Lloberas | 11 de marzo de 2003   |
| 14          | 4          | «Mariposas»             | Mónica Faccennini | Marisel Lloberas | 18 de marzo de 2003   |
| 15          | 5          | «El cambio»             | Mónica Faccennini | Marisel Lloberas | 25 de marzo de 2003   |

## Recepción

### Comentarios de la crítica
El periódico Clarín puntuó a la serie como «buena», destacando que lo mejor de la serie es «el clima intimista y algunas de las actuaciones de el elenco rotativo», sin embargo, lo negativo son los «epílogos forzados respecto de la historia, que suelen atentar contra la coherencia de la propuesta general». Asimismo, se destacó que las actuaciones más sólidas eran por parte de Goity, Morán y Medina, pero que esta solidez no se encontraban en los guiones y la dirección. Por su parte, Marcelo Stiletano del diario La Nación calificó a la serie como «my buena», destacando que al ciclo no le faltan «intensos duelos verbales [...] planteados sin excitaciones ni excesos» y que el trabajo de Morán y Goity fue «magnífico» y «deben estar entre lo mejor del año en materia de actuación». Finalmente, concluyó que Infieles presenta «una buena narración que siempre llega mucho más allá que la peregrina idea de forzar conflictos "reales" de supuesta confianza y amplificarlos con cámaras infrarrojas y afán morboso».

### Premios y nominaciones
| Lista de premios y nominaciones | Lista de premios y nominaciones | Lista de premios y nominaciones    | Lista de premios y nominaciones | Lista de premios y nominaciones | Lista de premios y nominaciones |
| Año                             | Ceremonia de premiación         | Categoría                          | Nominado/a (s)                  | Resultado                       | Ref(s)                          |
| ------------------------------- | ------------------------------- | ---------------------------------- | ------------------------------- | ------------------------------- | ------------------------------- |
| 2002                            | Premios Martín Fierro           | Mejor Unitario y/o Miniserie       | Infieles                        | Nominado                        | [ 9 ] [ 10 ]                    |
| 2002                            | Premios Martín Fierro           | Mejor Actuación Especial Masculina | Damián De Santo                 | Nominado                        | [ 9 ] [ 10 ]                    |
| 2002                            | Premios Martín Fierro           | Mejor Actuación Especial Masculina | Gabriel Goity                   | Ganador                         | [ 9 ] [ 10 ]                    |